# Huis Watersley
Huis Watersley is een voormalig kloostercomplex en landgoed aan de zuidoostelijke rand van de Nederlandse stad Sittard, aan de voet van de Kollenberg. Het oudste deel van het complex stamt uit het jaar 1752 en is oorspronkelijk gebouwd als jachtslot. Later is het in gebruik genomen door verschillende kloosterordes, waaronder voornamelijk de franciscanen, die het bouwwerk ingrijpend lieten verbouwen en uitbreiden. Tot december 2020 werd het complex gebruikt door de Stichting Pergamijn en maakte het deel uit van een zorginstelling voor mensen met een verstandelijke handicap. Het complete bouwwerk is erkend als rijksmonument. Sinds 2014 werd Watersley een onderkomen voor topsporters. In 2019 heeft Provincie Limburg het grondgebied van Watersley opgekocht om een wooncampus voor topsporters in de omgeving op te vangen.

## Geschiedenis
De naam Watersley komt al voor in archieven uit het begin van de 16e eeuw en hebben betrekking op de naastgelegen hoeve Watersleyhof, een gesloten hoeve en voormalig grootleen van Kasteel Born. Het woorddeel -sley duidt waarschijnlijk op "verzamelplaats van water", wat verwijst naar de ligging, namelijk in een dalkom aan de voet van de Kollenberg, vergelijkbaar met andere toponiemen in de omgeving als Hemelsley en Hoddelslei.
De huidige twee bouwlagen aan de voorgevel van het bouwwerk vormen het oudste deel van het complex. Huis Watersley werd in 1752 gebouwd als jachtslot, een kasteelachtig gebouw met omliggend landgoed dat gebouwd werd voor de adellijke familie Loyens-Delhougne. Een Duitse congregatie van de paters franciscanen nam in 1876 voor het eerst hun intrek in het gebouw. De franciscanen stichtten er aan het einde van de 19e eeuw een Duits gymnasium, wat de aanleiding was voor zeer ingrijpende verbouwing. Naar een ontwerp van de architect Johannes Kayser werd het voormalige landhuis in 1897 uitgebreid tot drie bouwlagen met toevoeging van zijvleugels en een forse kloosterkapel. De franciscanen vertrokken in 1967 en het complex werd verkocht aan de stichting Paulusabdij Watersley, een voorganger van Stichting Pergamijn. Het voormalige klooster en het achtergelegen terrein werden nadien ontwikkeld tot zorgcomplex voor mensen met een verstandelijke handicap.
Sinds 1967 is het voormalige kloostercomplex beschermd als rijksmonument.

## Fotogalerij

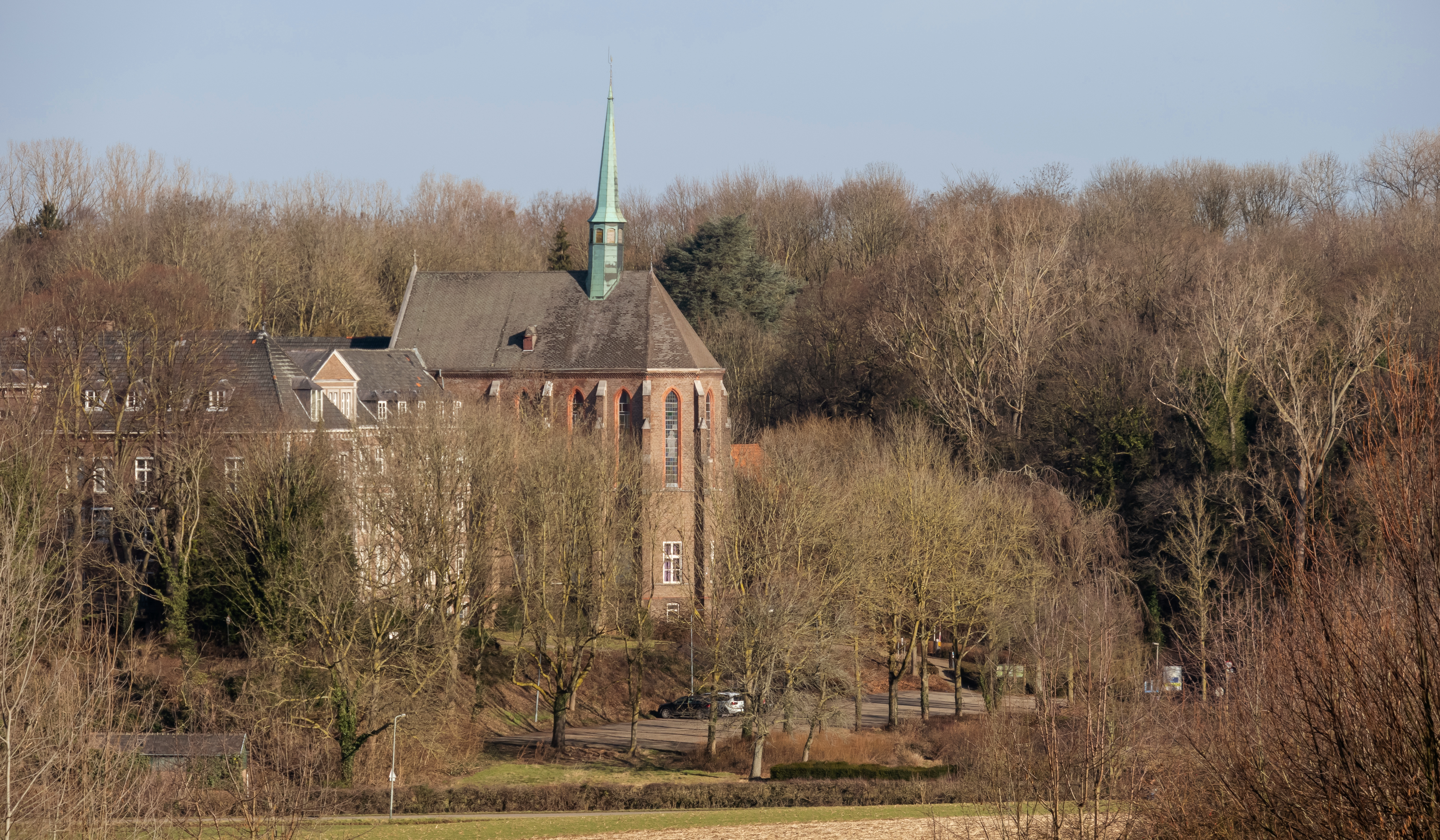
Watersley vanaf Windraak
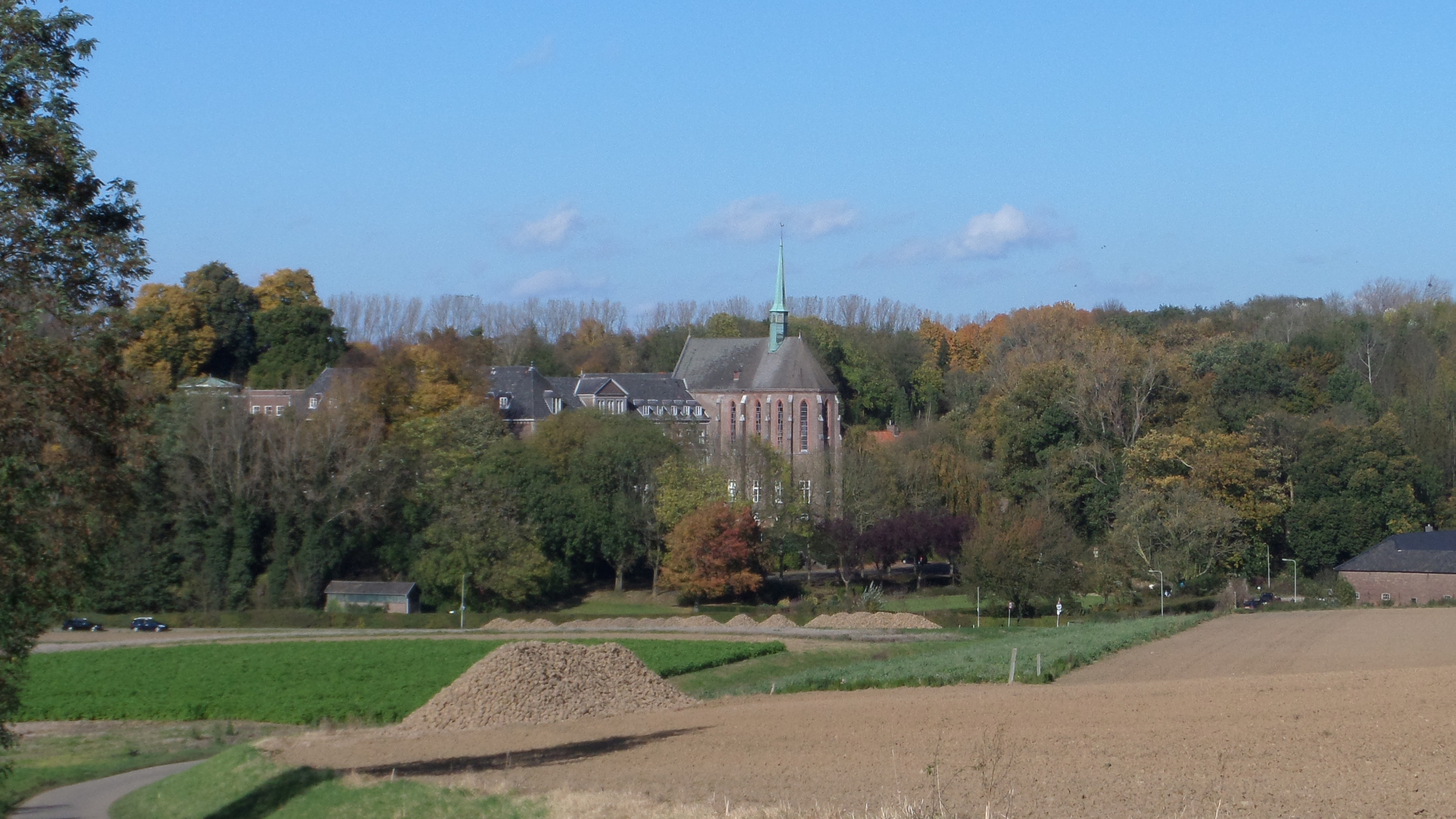
Zicht op Watersley en de Kollenberg
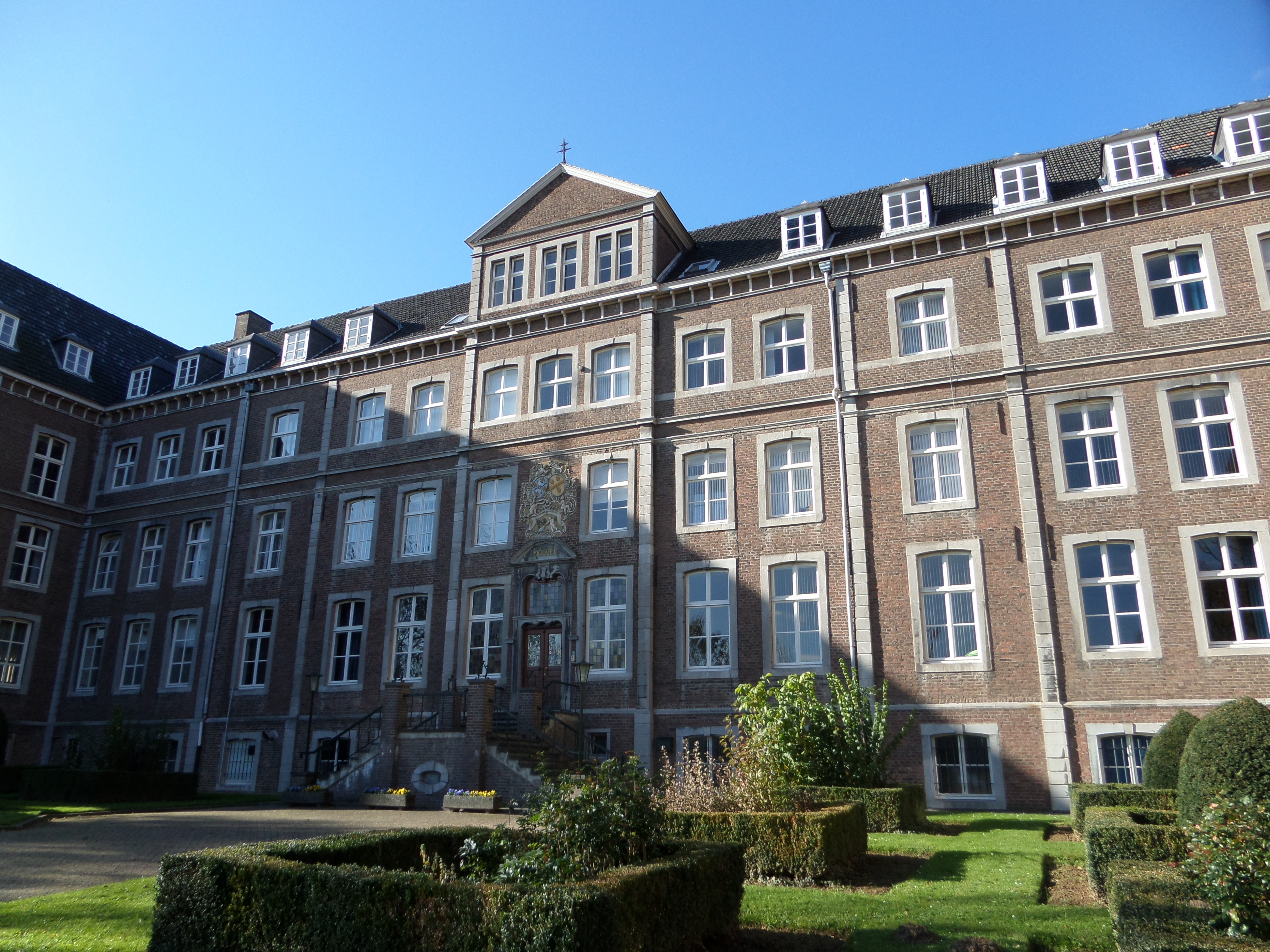
18e-eeuws hoofdgebouw met entree
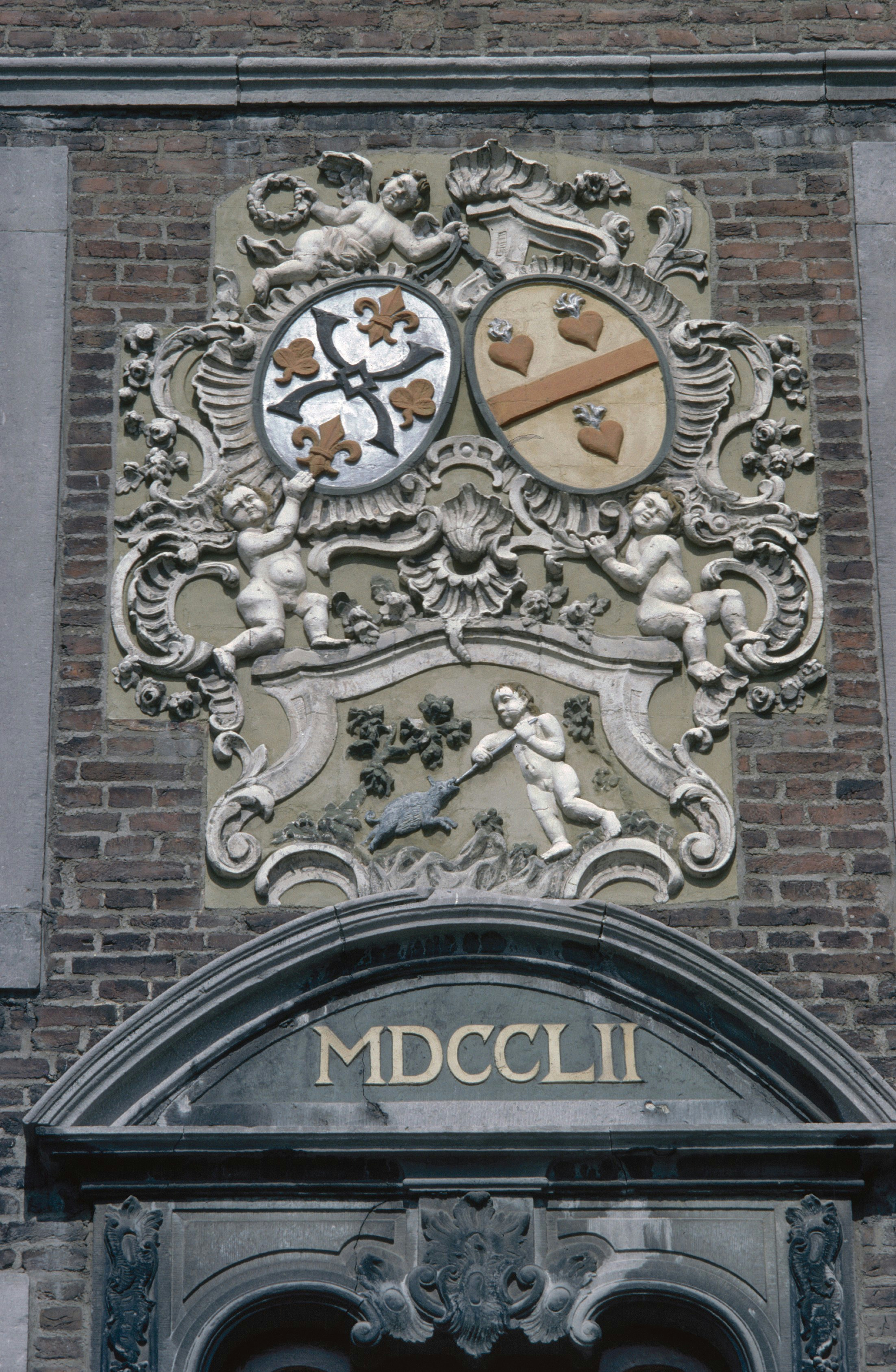
Wapenschilden familie Loyens en Delhougne
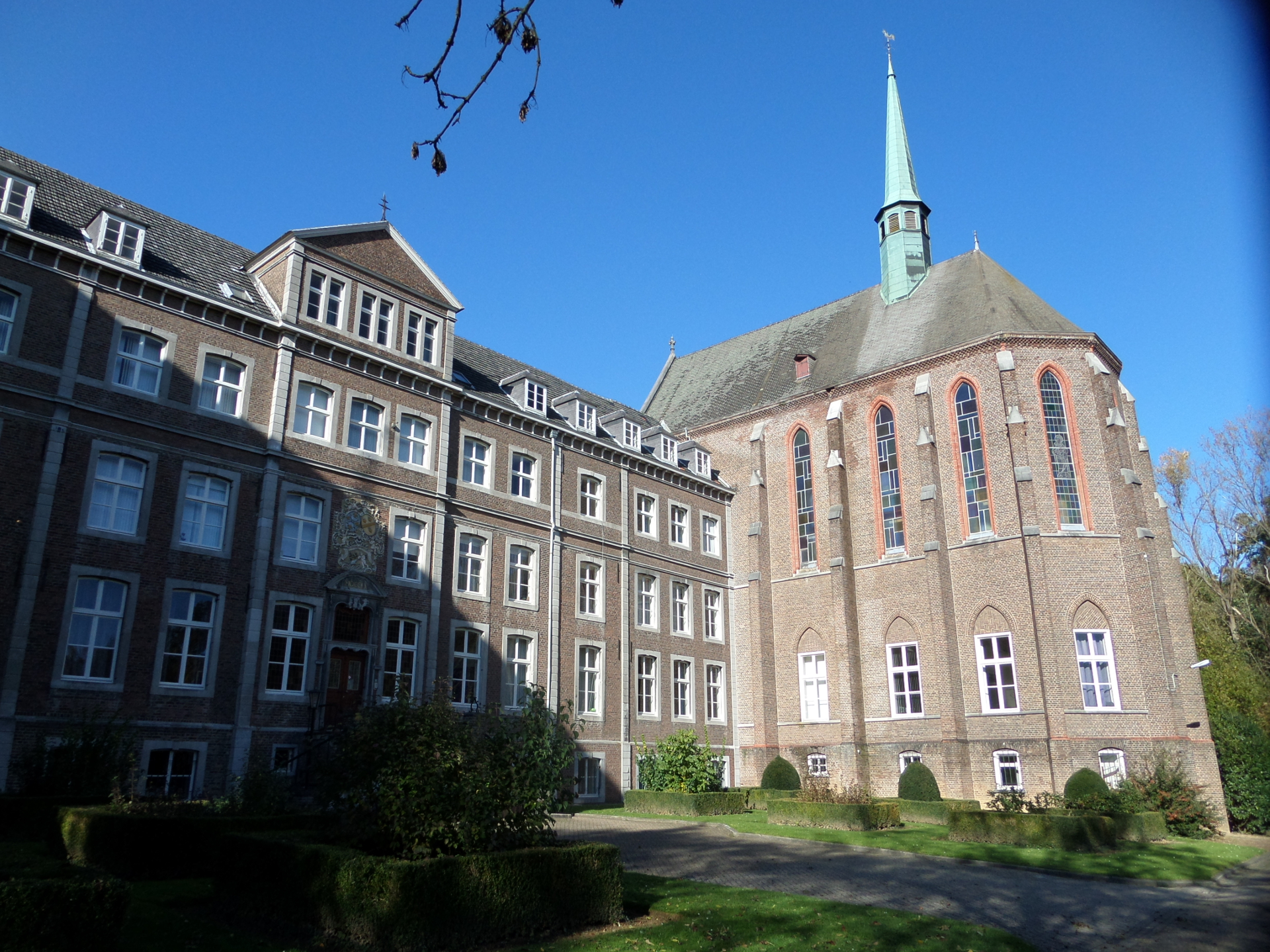
Hoofdgebouw en neogotische kapel